# Eurycentrum obscurum
Eurycentrum obscurum är en orkidéart som först beskrevs av Carl Ludwig von Blume, och fick sitt nu gällande namn av Rudolf Schlechter. Eurycentrum obscurum ingår i släktet Eurycentrum och familjen orkidéer. Inga underarter finns listade i Catalogue of Life.